# Diconospelta gallardoi
Diconospelta gallardoi is een hooiwagen uit de familie Gonyleptidae.